# エーゲルスバッハ
エーゲルスバッハ (ドイツ語: Egelsbach) は、ドイツ連邦共和国ヘッセン州オッフェンバッハ郡の町村（以下、本項では便宜上「町」と記述する）である。

## 地理

### 位置
エーゲルスバッハは、オッフェンバッハ郡を構成する13市町村のうちの一つである。この町は、ライン＝マイン地域内、マイン川南岸に位置する。フランクフルト・アム・マインとダルムシュタットとの間にあたり、高度は海抜 117 m、町内をトレンクバッハ川が流れている。
町の面積は 14.28 km2 であるが、このうち約 10 km2 が森や緑地あるいは耕作地によって占められている。

### 隣接する市町村
エーゲルスバッハは、北と東はランゲン (ヘッセン)（オッフェンバッハ郡）、南は郡独立市のダルムシュタットおよびダルムシュタット＝ディーブルク郡に属すエルツハウゼン、西はメルフェルデン＝ヴァルドルフ（グロース＝ゲーラウ郡）と境を接している。

## 歴史
エーゲルスバッハは、1275年に初めて文献に記録されている。この村は当時ファルケンシュタイン家の所領であったが、これはおそらく1255年にハーゲン＝ミュンツェンベルク家から相続したものであると推定されている。1486年にファルケンシュタイン家の男系家系が断絶した後は、イーゼンブルク伯がエーゲルスバッハを相続した。
1526年、この村で宗教改革がなされた。イーゼンブルク伯は、1600年にエーゲルスバッハとランゲンを含むアムト・ケルスターバッハをヘッセン＝ダルムシュタット方伯に売却した。エーゲルスバッハはこれ以後ヘッセンに属すこととなった。1705年にエーゲルスバッハは固有の教区となった。それまではランゲン教区がエーゲルスバッハを含んでいた。1732年に、エーゲルスバッハが属していたレンガー・マルクが分割され、マルク全体の 1/3 がエーゲルスバッハとして分離された。1821年にアムト・ケルスターバッハは解消され、エーゲルスバッハは1832年までラントラーツベツィルク・ランゲンに属した。その後エーゲルスバッハはオッフェンバッハ郡の一部となった。1873年に鉄道フランクフルト・アム・マイン - ダルムシュタット線の駅がこの村に建設され、1955年には飛行場が建設された。

### 人口推移
エーゲルスバッハの人口は、1834年には 1,291人であったが、その後急速に増加し、1939年の人口は 3,695人であった。1987年のエーゲルスバッハの人口は 9,089人、2003年12月31日現在のそれは 9,689人であった。1987年から2003年までの間の人口増加は 600人、約 6.7 % であった。その後2008年3月半ばに人口は 1万人を超えた。これは、主に新たな住宅地「イム・ビュール」の建設によるものであった。

## 行政

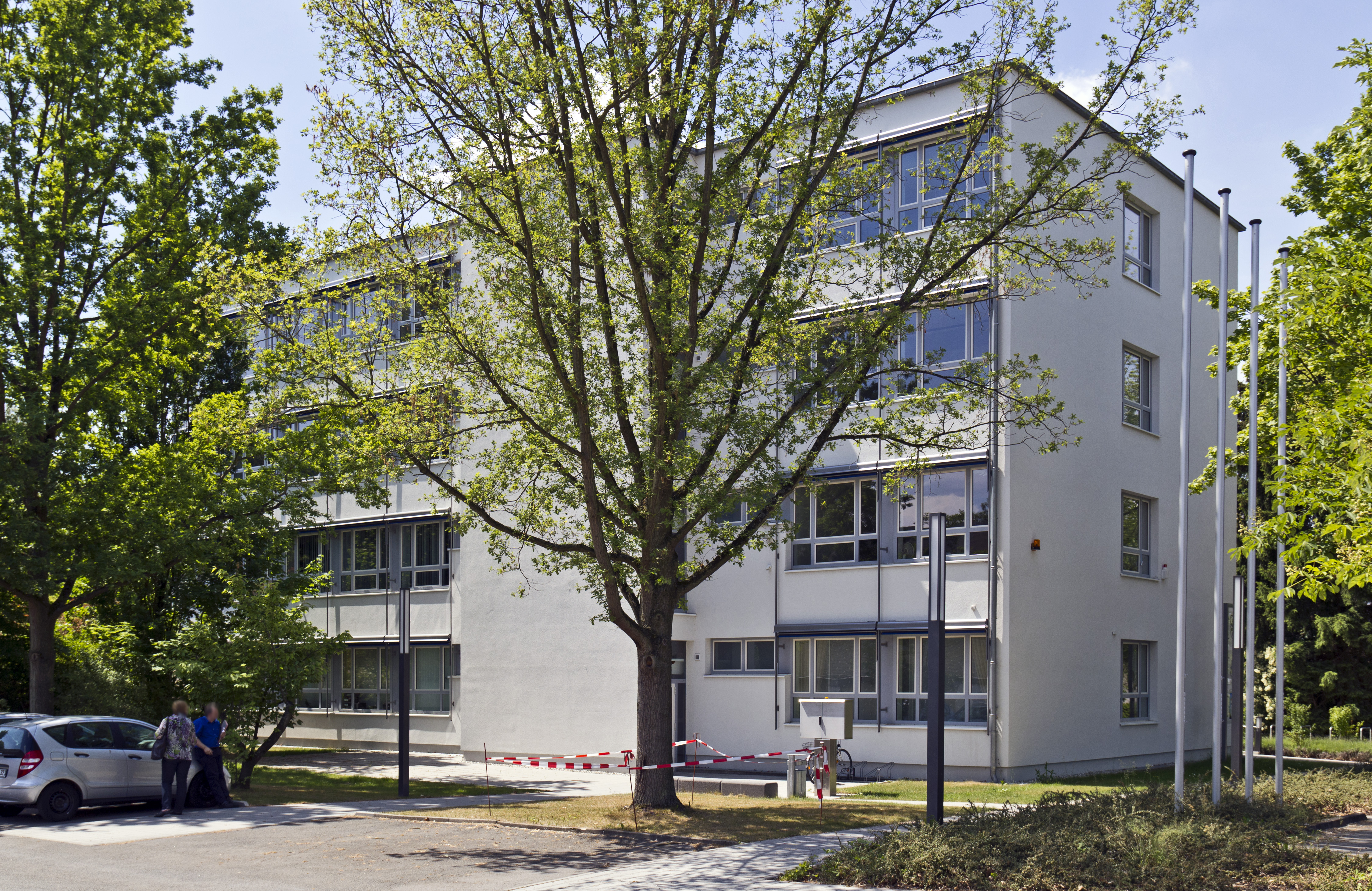
エーゲルスバッハの町役場

### 議会
エーゲルスバッハの町議会は、31議席からなる。

### 首長
2018年3月4日のエーゲルスバッハ町長選挙の決選投票では、トビーアス・ヴィルブラントが 53.3 % の票を集めて当選した。この選挙の投票率は 48.7 % であった。前任者のユルゲン・ジーリング (SPD) は、2012年6月20日に12年間町長職を務めたルドルフ・モーリッツ（無所属）から町長職を引き継いだ。ジーリングは、2012年2月5日の決選投票で 61.9 % の票を獲得して当選した。

### 姉妹自治体
- ポン＝サン＝テスプリ（フランス、ガール県）1991年
- ホイヌフ（ポーランド、ドルヌィ・シロンスク県）2005年

## 経済と社会資本

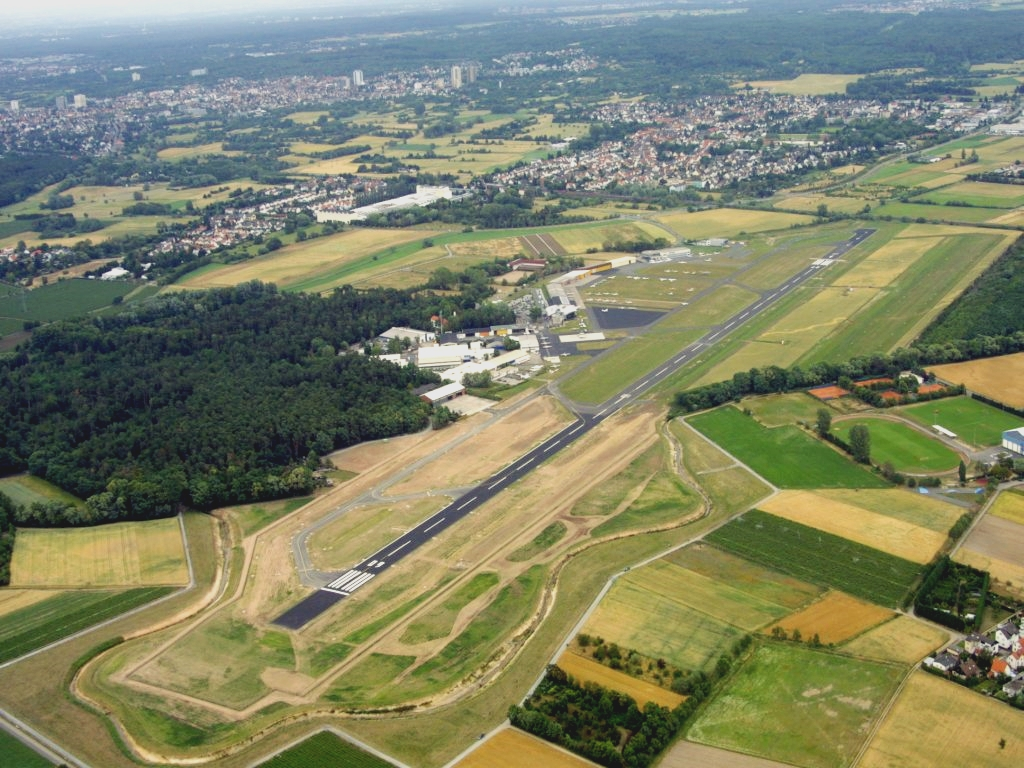
エーゲルスバッハ飛行場

### 交通
ライン＝マイン地域の中央に位置するこの町は、交通の便が良い町である。マイン＝ネッカー鉄道の路線は、ライン＝マインSバーン網のフランクフルト - ダルムシュタット間の路線として利用されている。連邦アウトバーン A661号線および A5号線に面しており、フランクフルト・ジャンクションを経由してフランクフルト空港へも短時間で行くことができる。

### 飛行場
エーゲルスバッハ飛行場は、ドイツで最も交通量の多い飛行場である。公式な名称はフランクフルト＝エーゲルスバッハ飛行場である。ここから国内外に出発することができる。年間約72,000便（2011年の統計）がこの飛行場を利用することでフランクフルト空港の過密化が回避されている。この飛行場は、国際空港の機能を補完するものである。この飛行場の経営は、Hessische Flugplatz GmbH Egelsbach である。

### アメリカ軍送信所
北緯50度00分13秒 東経08度36分39秒 / 北緯50.00361度 東経8.61083度 の浚渫湖の近くに、アメリカ軍の送信所であるエーゲルスバッハ・トランスミッター・ファシリティーがあり、様々なアンテナが建っている。

### 教育
- 基礎課程学校
  - ヴィルヘルム＝ロイシュナー＝シューレ、5学年約 420人の児童と21人の教師がいる。
- 市民大学
  - 市民大学エーゲルスバッハ

エルンスト・ロイター＝シューレ（本課程・実科学校）は、2003/2004の学年末で廃校となり、ランゲンのアルベルト＝アインシュタイン＝シューレに統合された。

## 引用
1. ↑  Hessisches Statistisches Landesamt: Bevölkerung in Hessen am 31.12.2023 (Landkreise, kreisfreie Städte und Gemeinden, Einwohnerzahlen auf Grundlage des Zensus 2011)]
2. ↑  2011年3月27日の町議会議員選挙結果、ヘッセン州統計局（2013年2月10日 閲覧）
3. ↑  “Bürgermeisterwahl in Egelsbach (Stichwahl) am 04.03.2018”. 2021年8月12日閲覧。
4. ↑  Die Ära Moritz endet: Bürgermeister-Amtsübergabe in Egelsbach op-online.de 2012年6月1日付け（2013年2月10日 閲覧）
5. ↑  エーゲルスバッハの町長選挙結果、ヘッセン州統計局（2013年2月10日 閲覧）
6. ↑  Jürgen Sieling neuer Bürgermeister in Egelsbach op-online.de 2012年2月5日付け（2013年2月10日 閲覧）
7. ↑  Wieder mehr Betrieb am Flugplatz op-online.de 2012年1月11日付け（2013年2月10日 閲覧）